# Advokaten Patelin

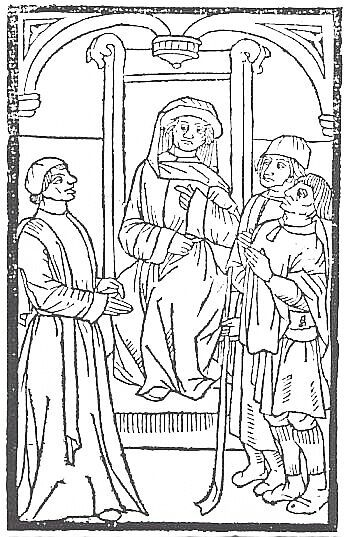

Advokaten Pat(h)elin (franska: La Farce de maître Pierre Pathelin) är en fransk fars från 1400-talet, bearbetad till komedi av David Augustin de Brueys och Jean Palaprat (L’avocat Pathelin, 1706).

## Historia
Det svenska uruppförandet av pjäsen ägde rum i Stockholm 1818. I Sverige har pjäsen även kallats för Spelet om Mäster Pat(h)elin eller Farsen om Mäster Pat(h)elin.

## Operett
Pjäsen bearbetades till en operett (komisk opera) med libretto av Adolphe de Leuven och Ferdinand Langlé. Den tonsattes av Jacopo Foroni och hade svensk urpremiär på Stockholmsoperan den 4 december 1858.. 
Verket sattes upp på Folkoperan med premiär den 1 november 1977.

## Handling
Pjäsen handlar om Maistre Pierre Pathelin, en lurad bedragare.